# 625 Xenia
625 Xenia eller 1907 XN är en asteroid i huvudbältet, som upptäcktes 11 februari 1907 av den tyska astronomen August Kopff i Heidelberg. Ursprunget till namnet är okänt.
Asteroiden har en diameter på ungefär 28 kilometer.